# Elezioni comunali in Trentino-Alto Adige del 2021
Le elezioni comunali in Trentino-Alto Adige del 2021 si sono tenute il 10 ottobre, con turni di ballottaggio il 24 ottobre, per il rinnovo di 7 consigli comunali.

## Riepilogo sindaci eletti
Liste civiche di centro-destra
     Commissario straordinario
| Provincia | Comune | Sindaco uscente | Sindaco uscente | Sindaco eletto | Sindaco eletto   | Primo turno | Primo turno | Secondo turno | Secondo turno | Seggi   |
| Provincia | Comune | Sindaco uscente | Sindaco uscente | Sindaco eletto | Sindaco eletto   | Voti        | %           | Voti          | %             | Seggi   |
| --------- | ------ | --------------- | --------------- | -------------- | ---------------- | ----------- | ----------- | ------------- | ------------- | ------- |
| Bolzano   | Merano |                 | Anna Bruzzese   |                | Dario Dal Medico | 5.125       | 32,70       | 7.075         | 50,30         | 12 / 36 |